# نارمک
نارمَک نام محله‌ای واقع در منطقه ۸ و ۴ شرق و شمال شرق تهران است.
در گذشته دهی در ۹ کیلومتری جنوب شرقی تجریش و ۵ کیلومتری راه شوسهٔ دماوند به تهران بوده‌است.
محلهٔ نارمک تهران یکی از مناطق تهران است که در جنوب ده نارمک ساخته شده‌است. نارمک یکی از مناطق خوش آب و هوا و سردسیری تهران به‌شمار می‌رود. این محله که در ضلع شمالی محلهٔ تهران‌نو و ضلع جنوبی و شرقی محلهٔ شمیران نو واقع شده، پیش از محله تهرانپارس در دههٔ ۳۰ توسط فرانسوی‌ها ساخته شد. این محله در سال ۱۳۳۰ خورشیدی برای سکونت فرهنگیان آموزش و پرورش ساخته شد.
این محله در ابتدا یک دهکده قدیمی و بسیار خوش آب و هوا در ۹ کیلومتری جنوب شرقی امامزاده صالح بوده که در مسیر لواسان، قرچک و رودبار قصران قرار داشته و تعداد ۱۰۰ نفر سکنه آن بوده‌اند. محصولات عمده این منطقه غلات و انار بوده و بیشتر اهالی آن به کار باغبانی و زراعت اشتغال داشتند. در این منطقه تعداد زیادی باغ انار وجود داشته و انارهای آن به خوشمزگی و پرآبی شهرت فراوان داشته‌اند. کلمه نارمک هم به معنی مکیدن انار است. نارمک یعنی مکانی که انارهای درشتی در آن می‌روید.
این محله دارای مسجدهای بسیار است که یکی از مساجد معروف آن مسجد قائم عجل‌الله تعالی فرجه الشریف که به یک مرکز فرهنگی و تربیتی تبدیل شده است و دیگری مسجد فاطمه الزهرا سلام الله علیها است که از قدیمی ترین بناها و مساجد نارمک است. از دیگر مساجد میتوان به مسجد جامع نارمک در خیابان سمنگان و مسجد معروف دیگر آن مسجدالنبی میدان نبوت واقع در هفت حوض اشاره کرد.
بازار هفت حوض، از اول چهارراه سرسبز تا انتهای خیابان آیت که به میدان هفت حوض (نبوت) می‌رسد، جزو مراکز مهم خرید، تفریحی (البسه، پارچه، بوتیک، مانتو، فست فود و…) است.
پاساژهای نبوت، امرالدستار، سون سنتر، طوبی، کویتی‌ها و… در این خیابان (آیت) واقع شده‌اند.
این محله توسط بزرگراه داریوش (رسالت) به دو قسمت شمالی و جنوبی تقسیم شده‌است، قسمت شمالی آن در منطقهٔ ۴ شهرداری و قسمت جنوبی در منطقهٔ ۸ شهرداری واقع شده‌است و دارای ۱۰۰ میدان (که ۱۳ میدان در قسمت شمالی و ۸۷ میدان در قسمت جنوبی) می‌باشد. همچنین میدان هفت حوض در نارمک جنوبی حالت مرکزی و تجاری دارد. قسمت شمالی که دارای هوای مطبوع‌تری است در منطقهٔ ۴ شهرداری واقع شده‌است، بازار مبل دلاوران از مراکز تجاری نارمک شمالی است.
تعدادی از میدان‌ها از مدائن تا سامان (شهید بختیاری) و کوچه‌های نارمک شمالی نیز جزو مناطق اعیان‌نشین و گران‌قیمت شهر تهران نیز محسوب می‌شوند.
میدان ۷۳ بزرگ‌ترین میدان نارمک می‌باشد.
نارمک از شمال به بزرگراه شهید زین‌الدین و جنگل‌های لویزان و شیان، از جنوب به خیابان دماوند و محله تهران‌نو منتهی می‌شود. نارمک از غرب و شرق بین دو بزرگراه واقع شده‌است، از غرب به بزرگراه امام علی و از شرق به بزرگراه شهید باقری متصل می‌گردد.
خیابان‌های مهم آن خیابان آیت (۳۰ متری نارمک)، برادران صادقی، هنگام، شهید ثانی (۴۶ متری نارمک)، خیابان گلبرگ، خیابان جانبازان، گلستان، خیابان دماوند، سامان (بختیاری)، سمنگان، دردشت، فرجام(شهید سردار نیلفروشان)، سراج، دلاوران، مدائن، چمن، جویبار، لادن، رضوان، مهر (رودباری)، مرجان (محقق امین)، مهرگان(صادقی)، پدرثانی(افشاری)،میرفخرایی(طاهری)،شیرمرد (سهیلیان) و آبادان (غیاثی پور) است.
میدان رسالت، میدان هفت حوض، میدان هلال احمر، میدان الغدیر ، میدان تسلیحات  از میدان‌های مهم نارمک هستند.
دانشگاه علم و صنعت ایران که یکی از دانشگاه‌های مطرح ایران در سطح جهان است و قدمت نزدیک به یک قرن دارد در این محله واقع شده‌است.
از بیمارستان‌های نارمک می‌توان به بیمارستان انصاری واقع در خیابان شهید ثانی و بیمارستان الغدیر واقع در میدان الغدیر درمانگاه آودیسیان واقع در خیابان ۸۶ اشاره کرد.

## خطوط حمل و نقل عمومی

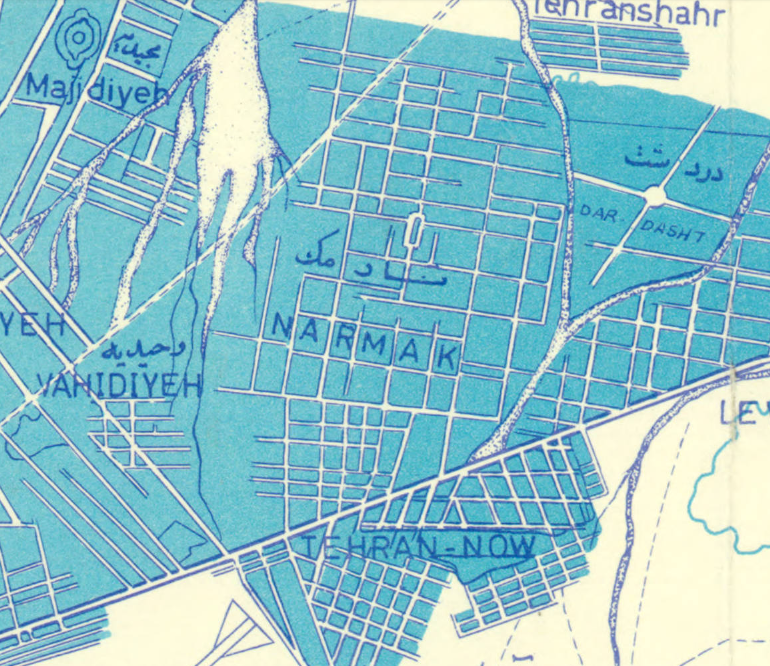
نقشه شرق تهران در سال ۱۳۴۶ منطقه نارمک، تهران نو، وحیدیه، مجیدیه و دردشت در نقشه

محلهٔ نارمک از طریق خط ۱ سامانه اتوبوس تندرو تهران (تهرانپارس - میدان آزادی)، خط ۳ سامانه اتوبوس تندرو تهران (پایانهٔ علم و صنعت - پایانهٔ خاوران)، خط ۵ سامانه اتوبوس تندرو تهران (پایانهٔ علم و صنعت - پایانهٔ بیهقی) و خط ۲ متروی تهران با پنج ایستگاه (فدک، گلبرگ، سرسبز، علم و صنعت، باقری) قابل دسترسی عمومی است. همچنین از پایانهٔ میدان رسالت به مقصد تمامی نقاط اصلی تهران تاکسی و اتوبوس وجود دارد.
افرادی که از نقاط مختلف تهران به میدان رسالت می‌آیند می‌توانند از طریق خط ۵ سامانه اتوبوس تندرو تهران به نقاط مختلف نارمک بروند.

### ایستگاه‌های مترو
پنج ایستگاه از خط دو متروی تهران در نارمک قرار دارند:
- ایستگاه متروی فدک
- ایستگاه متروی جانبازان
- ایستگاه متروی سرسبز
- ایستگاه متروی دانشگاه علم و صنعت
- ایستگاه متروی شهید باقری

### خطوط اتوبوسرانی
از خطوط اتوبوسرانی منتهی و عبوری از محله نارمک خطوط ذیل می‌باشد:
- خط ۱۰۳ یا ۳ اتوبوس‌های تندرو از پایانه علم و صنعت به پایانه خاوران در مسیر بزرگراه داریوش (رسالت)، میدان هفت حوض (نبوت)، خیابان آیت، میدان امامت، خیابان سی متری نیروی هوایی و بزرگراه بسیج
- خط ۱۰۵ یا ۵ اتوبوس‌های تندرو از پایانه علم و صنعت به پایانه بیهقی در مسیر بزرگراه داریوش (رسالت)، میدان رسالت، بزرگراه رسالت، روی پل سید خندان، ادامه رسالت، ایستگاه مترو مصلی، میدان آرژانتین تا بیهقی
- خط اتوبوس ۲۰۶ پایانهٔ علم و صنعت به پایانه براری (ابتدای خیابان پیروزی از شرق) در مسیر بزرگراه داریوش (رسالت) و باقری، خیابان ۱۴۲، دردشت، حاجی عبادی، خیابان رودبار، بلوار ثانی، خاقانی، سعدی، مهریار، سفید کوه، مهرآور، فلکه لوزی، مسیل جاجرود، مسیل منوچهری، ۳۰ متری نیروی هوایی
- خط اتوبوس ۲۱۶ پایانهٔ علم و صنعت به شهرک محلاتی در مسیر بزرگراه داریوش (رسالت)، خیابان حیدرخانی(دردشت شمالی)، خیابان شهید نیلفروشان ، خیابان سراج، بلوار ۳۵ متری استقلال، هنگام، بزرگراه بابایی، شهرک لویزان ۳، بزرگراه ازگل، میدان شاهد، بلوار شاهد، ولایت ۴
- خط اتوبوس ۲۲۴ پایانهٔ علم و صنعت به پایانهٔ افق (حکیمیه) در مسیر بزرگراه رسالت، خیابان شهید نیلفروشان(فرجام)، چهارراه اشراق (فلکهٔ دوم)، خیابان جشنواره، خیابان پروین، میدان استخر، کنارگذر بزرگراه زین‌الدین، دانشگاه آزاد تهران شمال تا دسترسی‌های محلی حکیمیه
- خط اتوبوس ۳۹۹ پایانهٔ علم و صنعت به شهرک بهشتی در مسیر بزرگراه رسالت، خیابان ۱۴۲، بلوارخوشوقت (حجر بن عدی) از فلکهٔ یکم، چهارراه اشراق (فلکهٔ دوم)، فلکهٔ سوم و چهارم، پارک پلیس، خیابان توحید، بلوار استقلال، بلوار استخر و ۲۴۴ شرقی در محلهٔ کوهسار (سازمان گوشت)
- خط اتوبوس ۴۰۰ پایانهٔ علم و صنعت به دانشگاه امام حسین در مسیر بزرگراه داریوش (رسالت)، خیابان شهید نیلفروشان ، چهارراه اشراق (فلکهٔ دوم)، خیابان جشنواره، خیابان دماوند، سازمان آب تا دسترسی‌های محلی حکیمیه، دانشگاه آزاد تهران شمال، ضلع شمال بزرگراه بابایی و شهرک شیردم و دانشگاه
- خط اتوبوس ۲۰۸ پل خاقانی به بلوار استقلال (انتهای خیابان سراج) در مسیر خیابان شقایق، تهران نو، خیابان حداد، بلوار ثانی، خیابان دردشت، پایانه و مترو علم و صنعت، بزرگراه رسالت، دور برگردان بزرگراه رسالت به سمت غرب، خیابان آیت، خیابان شهید نیلفروشان، خ ۴۱، دانشگاه علم و صنعت، خیابان حیدرخانی (دردشت)، بلوار دلاوران، خ سراج و بلوار استقلال[۱۳]

## اماکن

### شهرک‌ها
- شهرک تعاونی مسکن قضات و کارکنان دادگستری
- شهرک تعاونی مسکن متروی تهران و کارکنان شرکت مترو
- مجتمع مسکونی فرجام (شهرک واقع شده در خیابان آبگون)

### بوستان و فضاهای سبز
- بوستان کوکب
- بوستان فدک
- بوستان یاسمن
- بوستان شقایق
- بوستان گلبرگ

### مراکز خرید
یکی از مهم‌ترین مراکز خرید نارمک، مجتمع تجاری سون سنتر در ضلع جنوب غربی میدان هفت حوض است که شامل انواع فروشگاه‌های طلا و جواهر، ساعت، کامپیوتر، موبایل، پوشاک، البسه و… است. از دیگر مراکز خرید این محله می‌توان به مرکز خرید کویتی‌های نارمک واقع در خیابان آیت، مجتمع تجاری مروارید نارمک، مرکز خرید نبوت نرسیده به میدان هفت حوض و مرکز خرید کیش، مرکز خرید قائم و هم چنین مرکز خرید امرالد استار اشاره کرد.
از دیگر مراکز تجاری نارمک بازار مبل دلاوران است که یکی از بازارهای بورس صنایع چوبی است.

### بناهای مهم
- مسجد فاطمه الزهرا سلام الله علیها
- مسجد جامع نارمک
- مسجد النبی نارمک
- دانشگاه علم و صنعت ایران
- بیمارستان الغدیر
- بیمارستان انصاری
- کتابخانه دکتر شهیدی
- میدان نبوت
- بازار مبل دلاوران
- فرهنگسرای خانواده
- مسجد خاتم‌الانبیاء

### مدارس
- دبیرستان فرهنگ شهید احدزاده
- دبستان سعدی
- دبیرستان خوارزمی
- هنرستان حزب‌الله
- دبیرستان ابوریحان
- دبیرستان سیدالشهدا بایگانی‌شده  در ۲۰ اوت ۲۰۱۹ توسط Wayback Machine
- دبستان سجاد
- دبیرستان کمال
- دبیرستان نمونه دولتی دانشمند
- دبیرستان کمیل
- دبیرستان امام حسین
- مدرسه راهنمایی نبوت
- دبیرستان دکتر حسابی
- دبیرستان حافظ
- دبستان سروش